# I 3 dell'Operazione Drago
I 3 dell'Operazione Drago (Enter the Dragon) è un film del 1973, diretto da Robert Clouse. La pellicola, uscita in prima mondiale il 19 agosto 1973 al Graumann's Chinese Theatre di Los Angeles, ha consacrato il protagonista, Bruce Lee, nell'Occidente.
Quarta pellicola con protagonista Lee, nonché suo primo film pensato per il mercato occidentale e non solo per quello asiatico, Enter the Dragon fu il maggior successo internazionale dell'attore ed è da molti considerato il suo film migliore.
Nel 2004 è stato scelto per essere conservato nel National Film Registry della Biblioteca del Congresso degli Stati Uniti.

## Trama

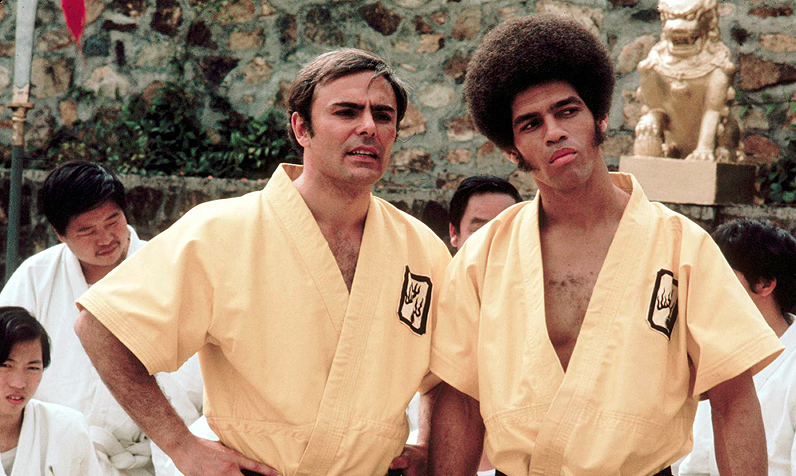
John Saxon e Jim Kelly in una scena del film. Con il personaggio di Bruce Lee sono I 3 dell'Operazione Drago

Lee, membro del Tempio Shaolin e maestro nelle arti marziali, viene reclutato da Braithwaite, un agente del servizio segreto inglese per indagare sui presunti traffici illeciti di uomini e droga di un certo Mr. Han: questi, ex membro del Tempio Shaolin, è ora corrotto e reietto, ed è un uomo ricco e potente che ogni tre anni organizza sulla propria isola un torneo di arti marziali. Lee parteciperà al torneo sotto copertura per indagare sui traffici dell'uomo e per vendicare la morte della sorella, suicidatasi tempo addietro per sfuggire allo stupro per mano di O'Hara, bodyguard dello stesso Han. Partecipano al torneo altri due contendenti americani, John Roper e Kelly Williams, due ex commilitoni che hanno combattuto assieme in Vietnam, il primo in fuga per aver contratto debiti di gioco con la mafia, e il secondo fuggito dagli States dopo aver aggredito due poliziotti razzisti.
Raggiunta l'isola, Han si introduce insieme a tutta la sua scuola, composta da numerosi allievi e guardie del corpo. Dopo la prima giornata di combattimenti, Han ordina a tutti i partecipanti di non lasciare le stanze. Lee contatta Mei Ling, agente sotto copertura, e si infiltra nella base sotterranea di Han in cerca di prove, riuscendo poi a fuggire dopo essere stato scoperto. Il mattino dopo, Han ordina a Bolo di uccidere le guardie che hanno fallito nel loro dovere, e in seguito il torneo riprende, con Lee che affronta O'Hara: il cinese umilia l'agente di Han, e poi lo uccide quando l'altro tenta di attaccarlo slealmente, al che Han interrompe il torneo a causa della sgradevole condotta di O'Hara. In seguito, Han raggiunge Williams, che aveva lasciato la sua stanza per esercitarsi, e lo affronta credendo che sia lui l'intruso della scorsa notte o comunque un suo complice: lo scontro tra i due finisce con Han che picchia a morte Williams con la sua mano di ferro protesica. Han rivela poi i suoi affari a Roper, nella speranza che si unisca a lui e minacciandolo di imprigionarlo insieme a tutti gli altri partecipanti passati del torneo; nonostante un interesse iniziale, Roper rifiuta dopo aver scoperto che ne è stato di Williams.
Nottetempo, Lee si intrufola di nuovo e riesce a mandare un messaggio a Braithwaite, ma stavolta viene catturato dopo una lunga battaglia con le guardie di Han. Il mattino dopo, Roper è costretto a combattere Lee; il veterano però rifiuta ed è dunque costretto ad affrontare Bolo, che riesce infine a battere dopo una dura battaglia. Furibondo, Han ordina a tutti i suoi uomini di uccidere Lee e Roper, ma intanto Mei Ling libera tutti i prigionieri nell'isola, i quali si mettono così ad aiutare i due protagonisti. Han si ritira e Lee lo insegue e lo affronta nel suo museo, e poi in una sala degli specchi nascosta; nonostante un vantaggio iniziale di Han, Lee distrugge tutti gli specchi nella sala per rivelare dove si trova e alla fine lo uccide infilzandolo con una lancia addosso a un muro. Il monaco torna così al cortile, dove tutti gli allievi di Han sono sconfitti, e se ne va dall'isola insieme a Roper mentre l'esercito prende il controllo dell'isola.

## Produzione
Questo film è frutto della collaborazione della Warner Bros. con la Concord Production Inc. di Bruce Lee & Raymond Chow della Golden Harvest
Il film costò circa 850.000 dollari, mentre il budget medio dei film di kung-fu girati a Hong Kong era di 100.000.

### Pre-produzione
Lo sceneggiatore Michael Allin aveva scritto un copione che plagiava un po' il Dr. No dei film di James Bond con Sean Connery, ed intitolò il film Blood & Steel. Successivamente la Warner Bros. re-intitolò il film Han's Island, ma Lee fece pressioni, in qualità di co-produttore della sua Concord Production Inc., affinché il titolo divenisse Enter the Dragon, che era stato a sua volta il titolo al quale Lee aveva pensato per il suo precedente The Way of the Dragon, noto in Italia come L'urlo di Chen terrorizza anche l'Occidente del 1972.

### Casting
Il ruolo di Kelly doveva essere inizialmente affidato al culturista e attore afro Rokne Tarkington, ma all'ultimo momento fu affidato al campione di karate Jim Kelly, per l'indisponibilità di Tarkington. John Saxon rifiutò inizialmente il copione non credendo nel progetto, Lee poi lo convinse ad accettare ma Saxon preferì un alto salario forfettario (150.000 dollari) alla percentuale sugli incassi offertagli dalla produzione (decisione della quale avrà poi a biasimarsi, visti gli introiti). L'antagonista doveva essere interpretato da Han Yin-chieh, veterano maestro d'armi e caratterista apparso anche nei primi due film di Lee, ma a causa di rancori personali maturati proprio sul set di Dalla Cina con furore, Lee chiamò il più noto Shi Kien, esperto negli stili kung-fu del nord e già noto come antagonista nel serial cinematografico Wong Fei Hung. Nel ruolo dell'avversario di Roper appare brevemente Tony Liu, caratterista sotto contratto con la Golden Harvest, apparso anche in Il furore della Cina colpisce ancora e in Dalla Cina con furore. Nel casting si può trovare anche un giovane Jackie Chan interpretare un ruolo tra le guardie di Han.

### Riprese
Le riprese furono realizzate quasi tutte su un isolotto di Hong Kong dove maestranze cinesi ricrearono gli ambienti.
Oltre due ore di ciak girati furono poi tagliati e perduti nella sala di montaggio. La versione DVD oggi circolante del film contiene anche il "cappello" inedito di Lee che parla con l'abate del tempio (Roy Chiao) spiegando la sua concezione delle arti marziali; questa scena è totalmente assente nelle versioni per le sale circolanti nel 1973. Nella scena in cui Lee affronta lo sfregiato O'Hara, Lee venne accidentalmente ferito dai cocci di bottiglia branditi dall'avversario (il campione di Karate Robert Wall). L'incidente provocò ritardi e una momentanea tensione fra Lee e Wall, che gli stuntmen cinesi sul set accusavano di aver deliberatamente ferito Lee. Lee fu anche morso dal cobra nella scena notturna, ma fortunatamente il rettile era stato deprivato delle ghiandole velenifere. Comunque la primissima scena che Lee girò è quella in cui, arrivato sull'isola, prende possesso della sua stanza e chiede di vedere May Ling. Per alcuni giorni disertò il set con vari pretesti, per far pesare la sua importanza in un braccio di ferro con la produzione americana (ma anche con Raymond Chow, suo socio nell'impresa).
Fu Lee a volere Lalo Schifrin come compositore, giacché Schifrin aveva composto anche la sigla del serial Missione Impossibile, del quale Lee usava a volte ascoltare il 45 giri mentre si allenava per darsi più carica. Alcuni spezzoni di Enter the Dragon, appositamente ridoppiati e rimontati, sono visibili anche nel sequel apocrifo Tower of Death/Game of Death II/L'ultima sfida di Bruce Lee del 1980.

### Accoglienza
Questo film è l'ultimo che Lee riuscì a completare pur non riuscendo mai a vederlo in sala, ma solo al doppiaggio; l'attore morì in circostanze misteriose il 20 luglio 1973, un mese prima dell'uscita americana della pellicola, in prima mondiale a Los Angeles il 19 agosto 1973; a Hong Kong uscirà in settembre generando malcontento poiché il pubblico locale non accettava che l'ultimo film di Lee fosse uscito prima in USA che in Asia (per di più Raymond Chow fece rialzare il biglietto di ingresso da 5 a 8 dollari di HK per l'occasione); fu il successo che il "piccolo drago di Hong Kong" cercava in Occidente e che lo avrebbe reso immortale; gli appassionati del genere lo considerano ancora oggi uno dei migliori mai realizzati, per la bravura di Lee non solo nelle sue scene, ma anche per la coreografia che egli curò di persona. Ne fu anche co-produttore, cosceneggiatore non accreditato e diresse alcune scene aggiuntive con la troupe cinese dopo che la troupe americana ebbe finito.
L'incasso in prima uscita fu di 8,5 milioni di dollari in America, saliti a 22 in totale ed a 91 con le riedizioni e gli incassi sommati negli altri paesi.
Il film uscì in Italia il 23 dicembre 1973, con un incasso in prima visione di 334 milioni di lire. È stato rieditato nelle sale italiane per l'ultima volta nel 1981. In occasione dei cinquant'anni dell'uscita mondiale del film: il 14, 15 e 16 agosto 2023, per soli tre giorni, è ritornato nelle sale italiane nella versione 4k. È considerato dal Los Angeles Times "Il Via col Vento del genere Kung-Fu". Nell'estate 2016 è stato diffuso un fake sul web riportante l'anniversario dell'uscita del film come 26 luglio 1973 a Hong Kong in prima mondiale, cinque giorni dopo la morte di Lee. Inspiegabilmente tale falsità è stata accreditata anche da siti qualificati come l'Hong Kong Movie Database e Wikipedia stesso nella versione inglese ed è rimbalzata su numerosi siti italiani, generando una disinformazione sulla reale distribuzione mondiale del film.